# Сочень
См. также: Сочник.
Со́чень — постная тонкая лепёшка из пресного теста или картофеля, «вид лепёшки на конопляном масле». Так же как и сочиво, сочень употреблялся в Сочельник — канун Рождества Христова.
Может быть как с маслом, так и без масла, без яиц или на яйцах. Иногда сверху заполняют картошкой, кашей, творогом или ягодами.
В литературном русском языке «сочельник» (Рождественский и Крещенский) происходит от др.-рус. *сочьньник и, в свою очередь, от сочень.